# Tebulosmta
O Tebulosmta (em georgiano:  ტებულოს მთა, Tebulos mta, em russo:  Тебулосмта, em checheno:  Тулой-лам, Tuloy-Lam ou Tiebuolt-Lam), que significa "monte Vitória", é a montanha mais alta do Cáucaso Oriental, atingindo os 4493 m de altitude e 2145 m de proeminência topográfica. Fica na fronteira Geórgia-Rússia (Chechénia), a leste do monte Kazbek, sendo a montanha mais alta da Chechénia.